# 한국의 약수 목록

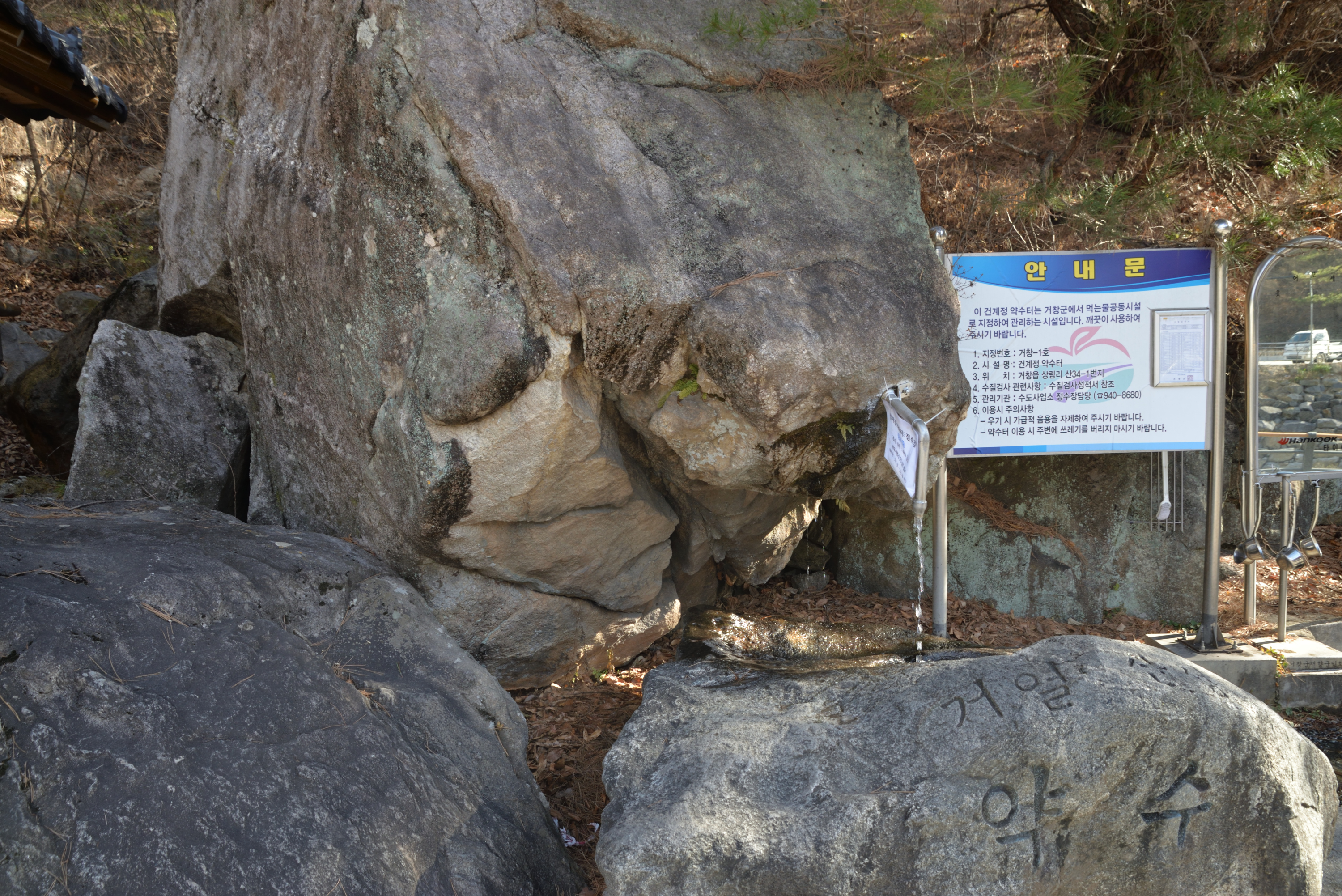
거창군 거창읍 상림리의 건계정 약수터

아래 목록은 한국에 위치한 약수(藥水)의 목록이다.

## ㄱ
- 갈천약수
- 개인약수
- 고란사약수
- 기촌약수
- 감로수

## ㄴ
- 남정약수
- 내수전약수
- 냉정약수(단양)
- 냉정약수(익산)
- 눌미약수

## ㄷ
- 다덕약수
- 달기약수
- 도동약수
- 두내약수

## ㅁ
- 마당두들약수
- 명암약수

## ㅂ
- 방기골약수
- 방동약수
- 방아다리약수
- 백암약수
- 부강약수
- 부연동약수
- 불바라기약수

## ㅅ
- 삼봉약수
- 삼부연약수
- 선령약수
- 선암사약수
- 신약수
- 신촌약수

## ㅇ
- 약사골약수
- 연곡약수
- 오색약수
- 오전약수
- 옥출약수
- 위정약수

## ㅈ
- 장군약수
- 조령약수

## ㅊ
- 찬새미약수
- 초수골약수
- 초정약수
- 추곡약수

## ㅌ
- 탄금대약수

## ㅍ
- 필례약수

## ㅎ
- 함박산약수
- 화암약수
- 황장산약수
- 후곡약수